# شرافا
شرافا (به ترکی آذربایجانی: Şərəfə یا Sharafa) یک منطقه مسکونی در جمهوری آذربایجان است که در شهرستان ماساللی واقع شده‌است. شرافا ۲۱۵۴ نفر جمعیت دارد.